# Wyważarka

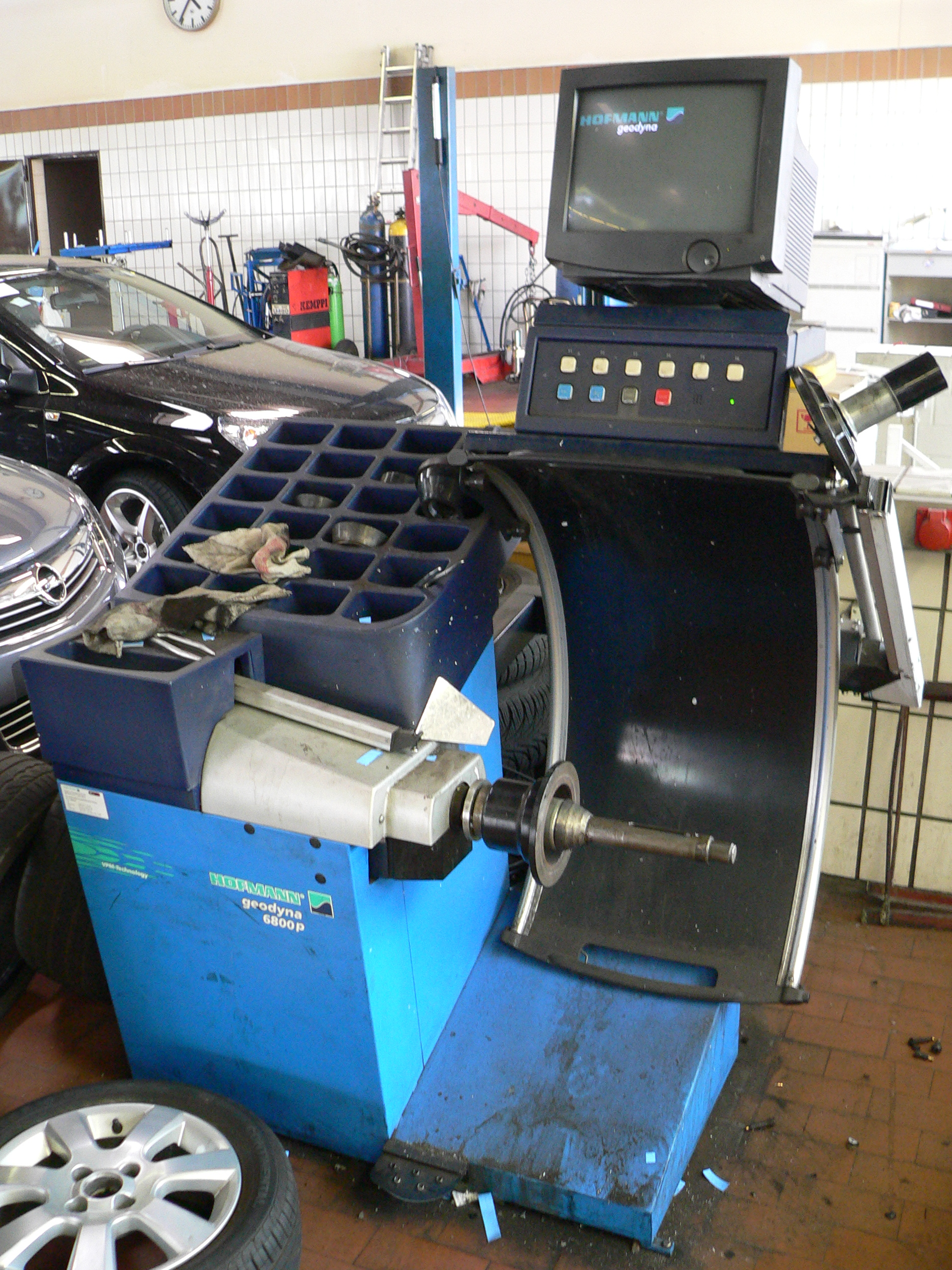
Wyważarka do kół samochodowych.

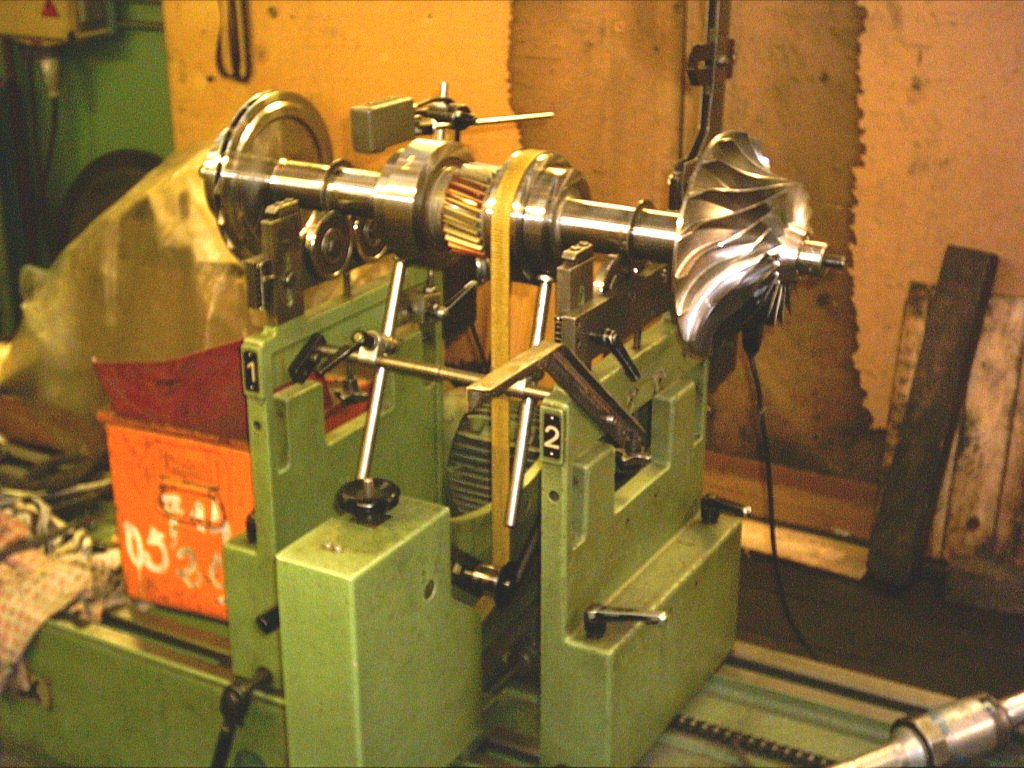
Wyważarka do elementów maszyn

Wyważarka – urządzenie do wyważania obracających się elementów maszyn takich jak wirniki, wały, koła samochodowe i motocyklowe.
W wyważarce do kół samochodowych i motocyklowych równoważenie rozkładu masy koła względem jego osi obrotu uzyskuje się za pomocą ciężarków wyważających. Ciężarki umieszcza się na obwodzie obręczy, w punktach wskazanych przez maszynę jako miejsca, które należy dociążyć, by uzyskać poprawny rozkład masy w kole. Niewyważone lub źle wyważone koła powodują powstawanie wibracji podczas jazdy, które przekładają się na nieprzyjemne drganie kierownicy i obciążanie elementów zawieszenia.
Obecnie stosowane wyważarki mają dokładność wyważania do 1 grama, a różnice w poszczególnych urządzeniach sprowadzają się do stopnia automatyzacji wykonywanych czynności oraz precyzji wskazywania miejsca, w którym ma zostać umocowany ciężarek.
Stosuje się również wyważarki do wyważania wałów napędowych.
Z wyważaniem wirujących części maszyn związane są zagadnienia:
- wyważanie statyczne - umożliwia wykrycie położenia środka masy poza osią obrotu, ale nie umożliwia określenia niesymetrii wzdłuż osi obrotu. Możliwe do przeprowadzenia bez wprawienia w ruch koła,
- wyważanie dynamiczne - umożliwia skorygowanie położenia masy wzdłuż osi. Odbywa się poprzez analizę momentów sił generowanych przez obracające się koło.